# Bánh quả bơ
Bánh quả bơ hay bánh trái bơ là một loại bánh được chế biến với thành phần chính là quả bơ, cùng với các nguyên liệu làm bánh đặc trưng khác. Bơ thường được nghiền nát, hoặc có thể cho vào hỗn hợp bột nhão, để làm món phủ (topping) của bánh hoặc để nguyên như vậy và đặt lên trên cùng. Các biến thể của món này bao gồm bánh quả bơ sống, bánh brownie bơ và bánh phô mai bơ; trong đó, biến thể đầu tiên thường chứa nhiều vitamin E và các axit béo thiết yếu do được làm từ bơ sống. Ngoài ra, các topping làm từ quả bơ bao gồm hỗn hợp bơ đã được xay nhuyễn và hỗn hợp "crazy bơ".

## Tổng quan

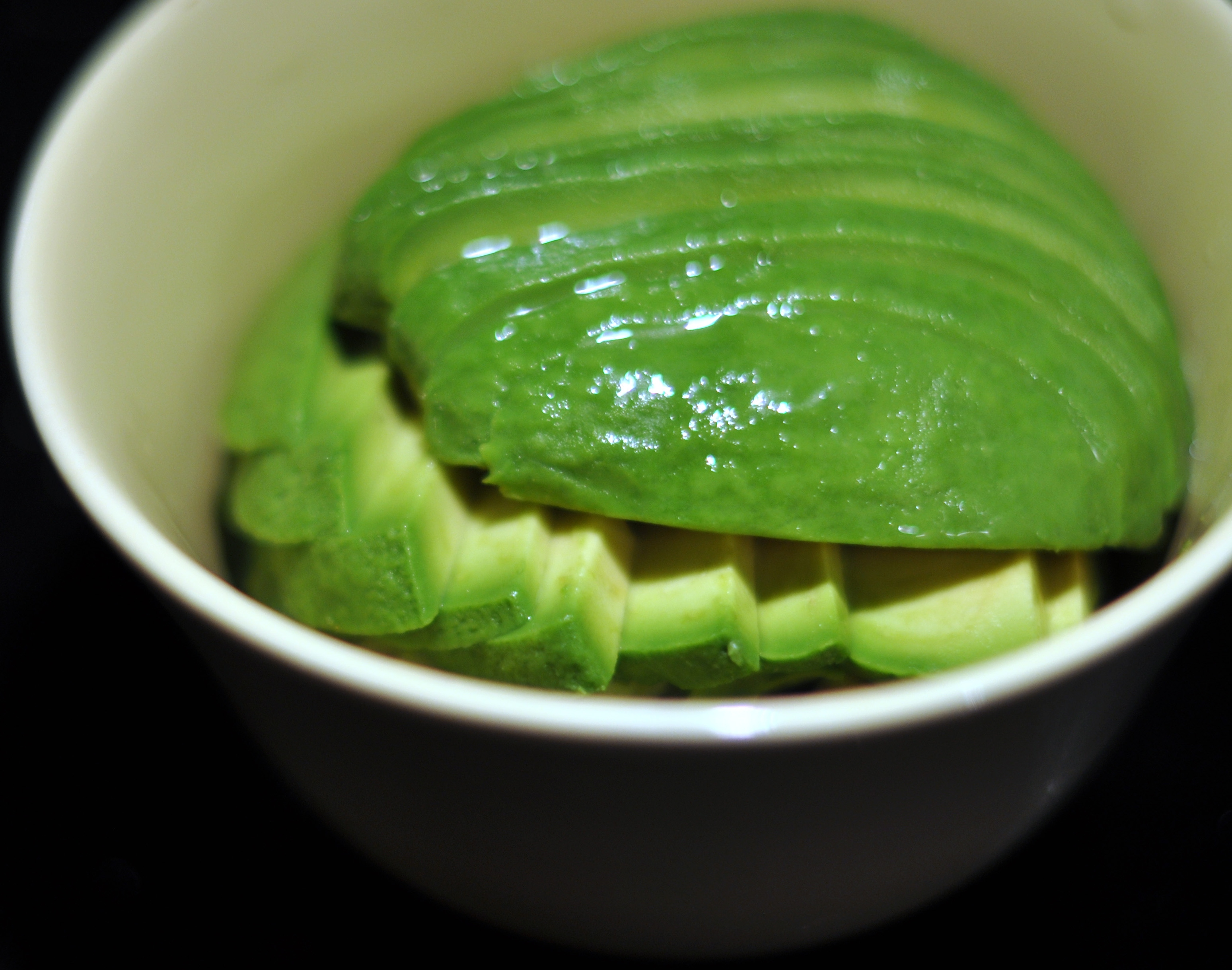
Quả bơ là thành phần chính cho bánh quả bơ.

Thành phần chính của bánh quả bơ là quả bơ và các nguyên liệu làm bánh phổ biến khác. Người ta có thể dùng nhiều loại bơ khác nhau để chế biến món bánh, với thành phẩm là một chiếc bánh vương vấn hương vị đặc trưng và thơm ngon của loại quả này. Bơ nghiền thường hay được sử dụng như một thành phần trong hỗn hợp bột bánh, trong lớp kem trang trí bánh hoặc phết lên mặt bánh. Đồng thời, bơ thái lát cùng với vỏ trái cây thuộc họ cam quýt cũng có thể rắc lên mặt trên, cũng như giúp tăng thêm vẻ ngoài bắt mắt cho món ăn.
Các nguyên liệu phụ của món này bao gồm sữa chua, sữa lên men, nho khô, chà là, quả óc chó, hạt phỉ, hạt tiêu Jamaica, quế và hạt nhục đậu khấu. Người ta có thể tưới nước chanh lên quả bơ để làm cho nó không chuyển sang màu nâu. Bánh quả bơ cũng thường được chế biến như một loại thức ăn chay hoặc thuần chay. Ngoài ra, tùy theo khẩu vị của từng người mà có thể cho thêm quả bơ vào hỗn hợp làm bánh sô-cô-la và bánh kếp.

## Biến tấu

### Bánh quả bơ sống
Bánh quả bơ có thể được chế biến như một loại bánh không nấu chín bằng cách sử dụng quả bơ sống và các nguyên liệu thô khác, trộn với nhau thành hỗn hợp mịn rồi để lạnh. Đồng thời, người chế biến cũng có thể dùng một máy xay thực phẩm để trộn nhanh hơn. Do có thành phần là bơ sống, nên món bánh có thể chứa một hàm lượng đáng kể vitamin E và các axit béo thiết yếu.

### Bánh brownie bơ
Bánh brownie bơ là một loại bánh brownie được chế biến bằng cách dùng bơ làm nguyên liệu chính. Sử dụng bơ quá chín sẽ khiến món bánh có một kết cấu hơi nhão như kẹo mềm. Đậu đen cũng có thể được dùng làm bánh và tùy trường hợp mà có thể thay thế cho bột.

### Bánh phô mai bơ
Bánh phô mai bơ là một kiểu bánh phô mai với bơ là nguyên liệu chính. Để làm ra món bánh này, có thể sử dụng bơ sống với các nguyên liệu khác, và có thể cho ra một kết cấu sánh mịn cùng độ đặc vừa phải. Bánh phô mai bơ đã được giới thiệu trong một tập của chương trình truyền hình MasterChef vào tháng 3 năm 2015.

## Topping làm từ quả bơ
Trong một vài trường hợp, có thể dùng "fool" bơ để làm topping (phủ) cho bánh quả bơ. Fool là một hỗn hợp trái cây ép hoặc trái cây xay nhuyễn được trộn với kem hoặc sữa trứng. Thuật ngữ "fool" xuất hiện lần đầu vào thế kỷ 16, và cũng là từ đồng nghĩa với "một điều gì đó nhỏ nhoi không quan trọng."
Một số loại bánh bông lan sữa có thể được phủ hỗn hợp crazy bơ, một món ăn của ẩm thực Sri Lanka. Người ta tạo ra crazy bơ từ một hỗn hợp gồm quả bơ, kem, đường và nước chanh, có công thức cũng cho rượu rum vào. Khi ấy, nó sẽ có hương vị và kết cấu tương tự như kem.